# 능주 들소리
능주 들소리는 대한민국 전라남도 화순군 능주면에 있다. 2013년 12월 12일 화순군의 향토문화유산 제65호로 지정되었다.